# Personages in F.C. De Kampioenen
De personages in de stripreeks F.C. De Kampioenen zijn de volgende personen. Zie lijst van albums van F.C. De Kampioenen voor de nummering.

## Vaste personages
| Personage             | Album(s)                                |
| --------------------- | --------------------------------------- |
| Balthasar Boma        | alle albums                             |
| Fernand Costermans    | vanaf album 17 (behalve 113)            |
| Bieke Crucke          | alle albums                             |
| Pascale De Backer     | alle albums                             |
| Maurice de Praetere   | vanaf album 32 (behalve 33, 42, 44, 80) |
| Pol De Tremmerie      | alle albums                             |
| Doortje Van Hoeck     | alle albums                             |
| Marc Vertongen        | alle albums                             |
| Carmen Waterslaeghers | alle albums                             |
| Nero (hond)           | alle albums (behalve 73, 80, 103, 120)  |
| Xavier Waterslaeghers | alle albums                             |

## Nevenpersonages
| Personage                             | Album(s) |
| ------------------------------------- | --- |
| Oma Boma                              | albums 14, 21, 22, 40, 42, 45, 60, 62, 64, 65, 75, 83, 100, 106, 112, 127, 131, 137 |
| Billie Coppens                        | albums 3, 10, 12, 22, 27, 29, 30, 34-37, 39-44, 46, 51, 52, 54, 56, 58 |
| Inspecteur Porei                      | albums 9, 12, 14, 17-21, 23, 26, 27, 30, 34-36, 41, 43, 44, 48, 49, 51, 52, 57, 63, 64, 67-69, 71, 72, 76, 78, 83, 86, 89, 90, 93, 94, 96, 98, 103, 106, 109, 117, 119, 120, 122, 127, 129, 131, 133, 135, 138       |
| Kolonel Vandesijpe                    | albums 4, 6-8, 10, 11, 13, 14, 16, 18, 19, 21, 23, 25, 27, 29, 31, 35-37, 39, 41, 42, 45, 49, 51, 58, 63, 64, 66, 69, 75-77, 80, 81, 84, 86, 88-91, 93, 96, 98-100, 103, 104, 109, 117, 124, 126, 128, 130, 137, 138 |
| Paulien Vertongen                     | vanaf album 51 (behalve 61) |
| Freddy Focus, televisie- en filmmaker | albums 32, 56, 73, 79, 87, 91, 93, 97, 105, 113, 116, 136 |
| Jean-Luc Grootjans                    | albums 64, 66, 73, 75, 76, 81, 84, 86, 90, 92, 98, 100, 103-106, 110, 112, 116-118, 121, 122, 127, 128, 136, 138 |
| Freddy Van Overloop                   | albums 29, 37, 48, 49, 56, 68, 69, 95, 98, 101, 105, 106, 108-110, 116, 120, 122, 127, 137, 138 |
| Marie-Paule ("Ma") Vertongen          | albums 27, 36, 45, 49, 51, 69, 108, 116 |
| Theo ("Pa") Vertongen                 | albums 27, 36, 45, 49, 51, 69, 101, 108, 116 |

## Vroegere vaste personages
| Personage                             | Album(s)                                                                                  |
| ------------------------------------- | ----------------------------------------------------------------------------------------- |
| Dimitri De Tremmerie (DDT)            | albums 1-6, 10, 20, 42, 44-46, 58, 61, 63, 87, 97, 103, 105, 116, 120, 122, 131, 133, 137 |
| Bernard Theofiel Waterslaeghers (BTW) | albums 7-18, 28, 30, 33-34, 42, 45, 73                                                    |

## Ooit meegespeeld in de stripreeks
| Personage                                | Album(s) |
| ---------------------------------------- | --- |
| Balthasar (de hond van Oma Boma)         | albums 55, 60, 62, 65, 75, 83, 100, 106, 112, 131, 137                                                                      |
| Pico Coppens                             | album 58 |
| Oscar Crucke                             | albums 42, 58, 66, 87, 97, 100, 103, 137                                                                                    |
| Goedele Decocq                           | Album 59 |
| Tante Eulalie                            | albums 9, 54, 116 |
| Jean-Pol (in televisieserie Jean-Paul)   | albums 1, 2, 7, 14, 16-18, 28, 30, 34, 43, 50, 74, 86                                                                       |
| Dikke Jo                                 | albums 35, 46, 67, 98, 117                                                                                                  |
| Kaat (F.C. De Kampioenen)                | albums 32, 35, 36 |
| Kiliaan                                  | albums 19, 20, 46, 63, 120                                                                                                  |
| Mariah                                   | albums 14, 21, 22, 27, 45                                                                                                   |
| Pasmans (agent)                          | albums 23, 35, 71, 78, 83, 84, 86, 89, 93, 94, 96, 98, 105, 108, 109, 117, 120, 122, 125, 127, 129, 131, 133, 135, 137, 138 |
| Rasta Pastelli                           | albums 6, 28, 49, 78 |
| Saartje Dubois                           | albums 34-37, 39 |
| Supermarkske                             | albums 19, 20, 34, 46, 61, 67, 84, 93, 100, 107, 128, 136                                                                   |
| Quinten                                  | albums 29-30 |
| Georgette Verreth ("Ma DDT")             | album 42, 116 |
| Dr. Silly Wanker                         | albums 19, 20, 46, 63, 120                                                                                                  |
| De Xaverianen                            | albums 4, 69, 72, 100, 107, 121, 126                                                                                        |
| Elio Crapuloso                           | albums 27, 39 |
| Arthur                                   | albums 75, 86, 120, 133 |
| Don Padre Padrone                        | albums 53, 81, 89, 120, |
| Dokter Guru                              | albums 30, 43, 91, 119, 120                                                                                                 |
| Agrippina (moeder van Doortje)           | albums 74, 96, 125 |
| Vortex De Vampier                        | albums 69, 72, 100, 107 |
| Agnes (secretaresse van de burgemeester) | albums 95, 98, 101, 105, 108, 110, 116                                                                                      |
| Dokter Tijdzat                           | albums 20, 34, 84, 93, 128, 136                                                                                             |
| Dolf De Tremmerie ("Pa DDT")             | albums 42, 103, 129 |
| Gevangenis Directeur ("Vrij & Vrolijk")  | albums 10, 63, 87, 105, 116, 120, 122, 131, 133                                                                             |
| Meneer Abraham (kleermaker)              | albums 34, 93, 105 |
| Ciske (Buikspreekpop van Maurice)        | albums 95-100, 108, 114, 116, 119, 122, 128                                                                                 |
| Sergant Oliebol                          | albums 77, 110 |
| Ludo Lumbago                             | albums 65, 112 |
| Ludmilla                                 | albums 70, 91, 113 |
| Eros Errolflinius                        | albums 70, 91, 113 |
| Svetlana                                 | albums 70, 91, 113 |
| president Abdel Salami                   | albums 91, 113 |
| Neef Herman                              | albums 9, 54, 116 |
| Igor                                     | albums 9, 54, 116 |
| Gerda (moeder van Carmen)                | albums 42, 90, 117, 129 |
| Meneer Cabinetard                        | albums 87, 122 |
| Madeleine De Backer                      | albums 122, 128 |
| Jérôme Dubois                            | albums 122, 128 |
| Kevin de kat                             | albums 124, 125, 133 |
| Imelda (vrouw van de burgemeester)       | albums 29, 127 |
| Pieters                                  | albums 68, 128 |
| Albert Costermans (vader Fernand)        | albums 42, 129 |
| Boma Senior (vader Balthasar)            | albums 42, 129 |
| Barbara Boma                             | albums 132 |
| Bertha Boma                              | albums 132 |

## Noot
Zal 't gaan, ja? · Mijn gedacht! · Buziness is buziness · Vliegende dagschotels · 't Is niet waar, hé? · De dubbele dino's · Kampioen zijn is plezant! · Kampioenen op verplaatsing · Tournee Zénérale · De ontsnapping van Sinterklaas · Xavier in de puree · Het sehks-schandaal · De kampioenen maken een film · Oma Boma · De huilende hooligan · Bij Sjoeke en Sjoeke · Het geval Pascale · De simpele duif · Supermarkske · Supermarkske slaat terug · Kampioenen aan zee · Boma in de coma · De dader heeft het gedaan · De wereldkampioenen · Sergeant Carmen · Het spiedende oog · Vertongen en zoon · Man, man, man! · Stem voor mij! · Gebakken lucht · Kampioenen op wielen · De zeep-serie · Kampioenen in Afrika · Supermarkske op de bres · Agent Vertongen · De trouwpartij · Kampioenen op latten · Buffalo Boma · De vliegende reporter · De groene zwaan · Xavier gaat vreemd · De lastige kampioentjes · Boma in de wellness · De antieke antiquair · Alle hens aan dek  · Supermarkske op het slechte pad  · De schat van de Macboma's · De Jobhopper · De Kampioenen in het circus · 50 Kaarsjes... · Baby Vertongen · De nies van de neus · Don Padre Padrone · De rally van tante Eulalie · Paulientje op de dool · Miss Moeial · Carmen in het nieuw · Het geheim van de kampioentjes · De Afronaut · De erfenis van Maurice · De Kampioenen maken ambras · Oma Boma trainer · DDT doet weer mee · 20 jaar later · De Kampioenen in Pampanero · Kampioentjes verliefd · Supermarkske is weer fit · De pil van Pol · Vertongen Vampier · Fernand gaat trouwen · De verdwenen kampioenen · Xaverius De Grote · Komen vreten · Dolle Door · Hello poepa · De vinnige voetballer · Vijftig tinten paarsblauw · Dokter Jekyll en mister Vertongen · De kampioenen van de filmset · De Kampioentjes en het spookkasteel · De Kampioenen in Rio · Boma op de klippen · Op zoek naar Neroke · Supermarkske bakt ze bruin · De Corsicaanse connectie · De lotto-kampioen · DDT op het witte doek · De geniale djinn · Paniek in de Pussycat · De kampioentjes maken het bont · De malle mascotte · De pakjesoorlog · Supermarkske is weer proper · De tandartsassistente · Maurice de zwijger · Pol en Doortje gaan scheiden · Allemaal cinema! · Boma burgemeester · De nieuwe kolonel · Alles loopt in het honderd · De bucketlist van Xavier · Bibi Carmen · De kampioentjes en de kroonprins · Vrouwen aan de macht · Patatten en saucissen · De bronzen beker · Supermarkske en de 7 dwergen · De Kampioenen trappen door · De grimas van een paljas · De verjaardagstaart · Kampioenen aan het front · Boma in de val · Terug naar Splotsj · Ginette · Gespuis in huis · De knecht van tante Eulalie · De bal is rond · De strijd der titanen